# Jalmari Eskola
Jalmari Johannes « Lauri » Eskola (né le 16 novembre 1886 à Karinainen et décédé le 7 janvier 1958 à Turku) est un athlète finlandais spécialiste du cross-country. Son club était le Turun Urheiluliitto.

## Biographie

### Palmarès
| Date | Compétition           | Lieu      | Résultat | Épreuve    | Performance   |
| ---- | --------------------- | --------- | -------- | ---------- | ------------- |
| 1912 | Jeux olympiques d'été | Stockholm | 4e       | Individuel | 46 min 54 s 8 |
| 1912 | Jeux olympiques d'été | Stockholm | 2e       | Par équipe | 11 pts        |